# خورشیدگرفتگی ۴ ژانویه ۱۹۷۳
خورشیدگرفتگی ۴ ژانویه ۱۹۷۳ (به انگلیسی: Solar eclipse of January 4, 1973) یک خورشیدگرفتگی از نوع خورشیدگرفتگی حلقه‌ای است. این خورشیدگرفتگی در تاریخ ۴ ژانویه ۱۹۷۳ میلادی (‎۱۴ دی ۱۳۵۱ خورشیدی) روی داد که زمان اوج آن، ساعت ۱۵:۴۶:۲۱ به‌وقت ساعت هماهنگ جهانی بوده‌است. مدت زمان و طول این خورشیدگرفتگی ۷ دقیقه و ۴۹ ثانیه بود.